# Социалистическая Республика Босния и Герцеговина
Социалистическая Республика Босния и Герцеговина (сербохорв. Socijalistička Republika Bosna i Hercegovina / Социјалистичка Република Босна и Херцеговина) — одна из 6 социалистических республик, образовывавших СФРЮ, основанная в 1946 году как Народная Республика Босния и Герцеговина. Была переименована в Социалистическую Республику Боснию и Герцеговину вместе с другими югославскими республиками в соответствии с Конституцией 1963 года.
Стала независимой в апреле 1992 года по результатам референдума, изменив название на Республику Босния и Герцеговина. К тому моменту официальные власти уже не контролировали бо́льшую часть республики: после принятия меморандума о суверенитете в октябре 1991 года на территории СР Боснии и Герцеговины были созданы Хорватская республика Герцег-Босна (18 ноября 1991 года) и Сербская республика Босния и Герцеговина (9 января 1992 года). Национальное собрание Республики Сербской Боснии и Герцеговины в апреле 1992 года провозгласило независимость от Боснии и Герцеговины и желание остаться в составе Югославии. После войны в этом регионе вступили в силу Дейтонские соглашения (конец 1995 года). В результате этих соглашений Босния и Герцеговина состоит из трёх административно-территориальных образований: Федерации Боснии и Герцеговины, Республики Сербской и Округа Брчко.
СР Босния и Герцеговина была среди среднеразвитых республик Югославии. По экономическим показателям развития за ней следовали СР Черногория и СР Македония. Она была третьей по площади республикой Югославии после СР Сербии и СР Хорватии. Столица — город Сараево.
Государствообразующим народом были боснийцы-мусульмане (официально с 1971 года, были узаконены Конституцией СФРЮ в 1974 году).

## Руководство республики

### Председатель Государственного Антифашистского веча народного освобождения Боснии и Герцеговины
- Воислав Кецманович (1943—1945)

### Председатели Президиума Народной скупщины
- Воислав Кецманович (1945—1946)
- Джуро Пуцар (1946—1948)
- Владо Шегрт (1948—1953)

### Председатели Народной скупщины
- Джуро Пуцар (1953—1963)
- Ратомир Дугонич (1963—1967)
- Джемал Биедич (1967—1971)
- Хамдия Поздерац (1971—1974)

### Председатели Президиума
- Ратомир Дугонич (1974—1978)
- Раиф Диздаревич (1978—1982)
- Бранко Микулич (1982—1984)
- Миланко Реновица (1984—1985)
- Мунир Месихович (1985—1987)
- Мато Андрич (1987—1988)
- Никола Филипович (1988—1989)
- Обрад Пиляк (1989—1990)
- Алия Изетбегович (1990—1992, президент Республики Босния и Герцеговина до 1996)

## Социально-экономическое развитие
Босния и Герцеговина официально считалась в СФРЮ недостаточно развитым регионом. Если в целом по СФРЮ в 1979 году уровень безработицы составил 15,52 %, то в Боснии и Герцеговине этот показатель был 16,60 %.  Стоит отметить, что разрыв между Боснией и средними показателями по СФРЮ почти не менялся. Если в 1952 году ВВП на душу населения в отсталой Боснии и Герцеговине составил 391 динар, а в СФРЮ - 513 динаров, то в 1971 году эти показатели были 4662 и 6969 динаров, соответственно. Однако были и позитивные последствия пребывания Боснии в СФРЮ. За период правления Тито республика добилась значительных успехов в здравоохранении: младенческая смертность упала в 1952 - 1979 годах более, чем в 4 раза: со 143,9 человек на 1000  жителей до 30,0 человек на 1000 (в целом по СФРЮ в 1979 году - 32,2 человека на 1000). В немалой степени это было связано с изменением структуры занятости. Если в 1953 году в сельском хозяйстве было занято 62,2 % населения, то в 1979 году только 28,9 % населения Боснии. Как недостаточно развитая, Босния получала средства из специального федерального Фонда помощи недостаточно развитым регионам (Черногории, Косово, Македонии и Боснии). В 1981 - 1985 годах на республику пришлось 28,3 % средств, перечисленных регионам СФРЮ из фонда, а в 1986 - 1990 годах - 26,3 %. При этом сама республика  перечисляла в данный фонд почти вдвое меньше, чем получала оттуда. Взносы Боснии и Герцеговины составили 13,3 % средств фонда в 1981 - 1985 годах и 16,3 % средств фонда в 1986 - 1990 годах.